# Raf Vallone
Raf Vallone (Tropea, 17 februari 1916 – Rome, 31 oktober 2002) was een Italiaans acteur.

## Levensloop en carrière
Vallone werd geboren in 1916 in Tropea. Hij begon zijn carrière als profvoetballer. Zo speelde hij in de Serie A voor Torino FC, waarmee hij in het seizoen 1935-1936 de Coppa Italia won. 
Hij maakte zijn filmdebuut in Noi vivi  (1942) van Goffredo Alessandrini. Zijn volgende film, het drama Riso amaro, liet zeven jaar op zich wachten. Het was de film die zijn carrière lanceerde. In 1960 was hij te zien in het oorlogsdrama La ciociara, een kaskraker van Vittorio De Sica. In 1961 speelde hij een hoofdrol in de epische historische film El Cid, gevolgd door een andere hoofdrol in het drama Vu du pont in 1962. Op het einde van zijn carrière speelde hij de rol van kardinaal Lamberto (Paus Johannes Paulus I) in The Godfather III.

## Filmografie (selectie)
- 1949 - Riso amaro (Giuseppe De Santis)
- 1950 - Non c'è pace tra gli ulivi (Giuseppe De Santis)
- 1952 - Roma ore 11 (Giuseppe De Santis)
- 1953 - Thérèse Raquin (Marcel Carné)
- 1954 - La spiaggia (Alberto Lattuada)
- 1960 - La ciociara (Vittorio De Sica)
- 1961 - El Cid (Anthony Mann)
- 1962 - Vu du pont (Sidney Lumet)
- 1962 - Phaedra (Jules Dassin)
- 1963 - The Cardinal (Otto Preminger)
- 1964 - The Secret Invasion (Roger Corman)
- 1966 -  Nevada Smith (Henry Hathaway)
- 1969 - The Italian Job (Peter Collinson)
- 1970 - The Kremlin Letter (John Huston)
- 1975 - Rosebud (Otto Preminger)
- 1978 - The Greek Tycoon (J. Lee Thompson)
- 1980 - Lion of the Desert (Moustapha Akkad)
- 1990 - The Godfather III (Francis Ford Coppola)

- Bibsys: 15006826
- Biblioteca Nacional de España: XX1307002
- Bibliothèque nationale de France: cb139006928 (data)
- Catàleg d'autoritats de noms i títols de Catalunya: 981058527541506706
- Gemeinsame Normdatei: 137523580
- International Standard Name Identifier: 0000 0000 6302 7439
- Library of Congress Control Number: n88051152
- Nationale Bibliotheek van Israël: 987007315103605171
- Nederlandse Thesaurus van Auteursnamen: 07180627X
- Istituto Centrale per il Catalogo Unico: RAVV089330
- Système universitaire de documentation: 061639494
- Virtual International Authority File: 71579610
- WorldCat: E39PBJm9cthBJH6vdYykgjDyVC